# Дзекцер, Наум Ноихович
Нау́м Но́ихович (Нау́мович) Дзе́кцер (8 октября 1938, Бричаны, Бессарабия, Королевство Румыния — 23 октября 2022) — советский и российский инженер.

## Биография
В 1960 году окончил электромеханический факультет Ленинградского института водного транспорта по специальности «Инженер-электромеханик». В 1960—1968 годах работал инженером и начальником производственного отдела Югзапэнергосетьстроя в Львове. В 1968—1997 годах — старший инженер, научный сотрудник, затем заместитель директора по науке в ЛенПЭОВНИИ (ПроектЭлектромонтаж, Санкт-Петербург). В 1997—1999 годах — заместитель директора ООО «Инженерно-электротехнический центр», с 1999 года — генеральный директор ООО «Системы энергоэкологической безопасности» (Санкт-Петербург). Кандидат технических наук («Исследование контактных соединений токоведущих алюминиевых шин», 1975).
Учёный секретарь секции «Энергетика» научно-технического совета при губернаторе Санкт-Петербурга. Докладчик III-й конференции по вопросам надёжности, безопасности, энергосбережения и повышения энергетической эффективности в регионах.
Дочь — пианистка Инга Наумовна Дзекцер, профессор кафедры камерного ансамбля Санкт-Петербургской консерватории.

## Книги
- Контактные соединения токоведущих шин (с В. И. Бойченко). Л.: Энергия, 1978. — 144 с.
- Многоамперные контактные соединения (с Ю. С. Висленевым). М.: Энергоатомиздат, 1987. — 128 с.
- Монтаж контактных соединений в электроустановках: Справочник электромонтажника (с В. А. Книгелем и Л. Г. Саргсяном). 2-е изд. М.: Энергоатомиздат, 1995. — 198 с.
- Расчёт стоимости энергоаудита (с В. Г. Завадским). СПб: ПЭИПК, 2001. — 72 с.